# Peptídeos antimicrobianos

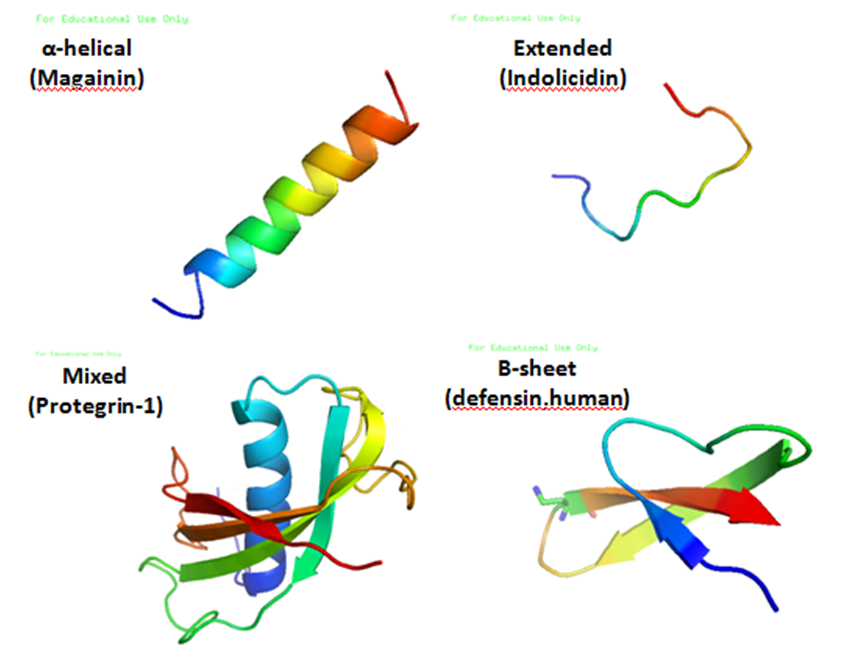
Várias estruturas de peptídeos antimicrobianos

Os peptídeos antimicrobianos (em inglês, Antimicrobial peptides - AMPs), também chamados de peptídeos de defesa do hospedeiro (em inglês, host defense peptides - HDPs), fazem parte da resposta imune inata encontrada em todas as classes de vida. Diferenças fundamentais existem entre células procarióticas e eucarióticas que podem representar alvos para peptídeos antimicrobianos. Estes péptidos são antibióticos potentes de largo espectro que demonstram potencial como novos agentes terapêuticos. Foi demonstrado que os peptídeos antimicrobianos matam bactérias Gram-negativas e Gram-positivas, vírus encapsulados, fungos e até células transformadas ou cancerosas. Ao contrário da maioria dos antibióticos convencionais, parece que os peptídeos antimicrobianos frequentemente desestabilizam as membranas biológicas, podem formar canais transmembranais e também podem ter a capacidade de aumentar a imunidade, funcionando como imunomoduladores.